# Équipe de Suède de football à la Coupe du monde 1934
L'équipe de Suède de football participe à sa première Coupe du monde lors de l'édition 1934 qui se tient dans le royaume d'Italie du 27 mai 1934 au 10 juin 1934.
Portée par l'enthousiasme et le succès de la première édition de 1930, trente-deux équipes s'inscrivent et doivent disputer un tour préliminaire. Les seize qualifiés, dont la Suède, jouent la phase finale.
L'équipe passe le premier tour en sortant l'Argentine puis est éliminée en quarts de finale par l'équipe d'Allemagne.

## Phase qualificative
La Suède, l'Estonie et la Lituanie se disputent la place qualificative du groupe 1 et chaque nation doit rencontrer une fois les deux autres équipes.
L'équipe suédoise dispute ses deux matchs et les gagne. Le premier se joue à domicile au Stade olympique de Stockholm et l'oppose à l'Estonie contre laquelle elle gagne par 6-2 puis la seconde rencontre a lieu à Kaunas en Lituanie et la Suède l'emporte sur un score de 0-2. Les Suédois étant assuré de terminer 1er de la poule, le match Estonie - Lituanie n'est pas disputé,. Knut Hansson et Bertil Ericsson terminent meilleurs buteurs de l'équipe lors de la phase de qualification avec 2 buts chacun.
| Rang | Équipe   | Pts | J | G | N | P | Bp | Bc | Diff |  | Résultats (▼ dom., ► ext.) |     |     |     |
| ---- | -------- | --- | - | - | - | - | -- | -- | ---- |  | -------------------------- | --- | --- | --- |
| 1    | Suède    | 4   | 2 | 2 | 0 | 0 | 8  | 2  | +6   |  | Suède                      |     |     | 6-2 |
| 2    | Lituanie | 0   | 1 | 0 | 0 | 1 | 0  | 2  | -2   |  | Lituanie                   | 0-2 |     |     |
| 3    | Estonie  | 0   | 1 | 0 | 0 | 1 | 2  | 6  | -4   |  | Estonie                    |     | N/D |     |

## Phase finale
| 27 mai 1934                                               | Suède | 3 - 2   | Argentine                                                                                          | Stadio Littoriale (Bologne)                  |                                              |
| 16 h 30 · Huitièmes de finale · Historique des rencontres | Jonasson 9e, 67e · Kroon 79e                                                                                    | (1 - 1) | Belis 4e · Galateo 46e                                                                             | Spectateurs : 14 000 Arbitrage : Erwin Braun | Spectateurs : 14 000 Arbitrage : Erwin Braun |
| 16 h 30 · Huitièmes de finale · Historique des rencontres | Rapport |         | | Spectateurs : 14 000 Arbitrage : Erwin Braun | Spectateurs : 14 000 Arbitrage : Erwin Braun |
| 16 h 30 · Huitièmes de finale · Historique des rencontres | Rydberg - Axelsson, S. Andersson - Carlsson, Rosén , E. Andersson - Dunker, Gustavsson, Jonasson, Keller, Kroon | Équipes | Freschi - Pedevilla, Belis - Nehín, Urbieta Sosa, López - Rúa, Wilde, Devincenzi, Galateo, Irañeta | Spectateurs : 14 000 Arbitrage : Erwin Braun | Spectateurs : 14 000 Arbitrage : Erwin Braun |

| 31 mai 1934                                            | Allemagne                                                                                           | 2 - 1   | Suède | Stade San Siro (Milan)                             |                                                    |
| 16 h 30 · Quarts de finale · Historique des rencontres | Hohmann 60e, 63e                                                                                    | (0 - 0) | Dunker 82e | Spectateurs : 3 000 Arbitrage : Rinaldo Barlassina | Spectateurs : 3 000 Arbitrage : Rinaldo Barlassina |
| 16 h 30 · Quarts de finale · Historique des rencontres | Rapport                                                                                             |         | | Spectateurs : 3 000 Arbitrage : Rinaldo Barlassina | Spectateurs : 3 000 Arbitrage : Rinaldo Barlassina |
| 16 h 30 · Quarts de finale · Historique des rencontres | Kreß - Haringer, Busch - Gramlich, Szepan , Zielinski - Lehner, Hohmann, Conen, Siffling, Kobierski | Équipes | Rydberg - Axelsson, S. Andersson - Carlsson, Rosén , E. Andersson - Dunker, Gustavsson, Jonasson, Keller, Kroon | Spectateurs : 3 000 Arbitrage : Rinaldo Barlassina | Spectateurs : 3 000 Arbitrage : Rinaldo Barlassina |

## Effectif
| Nom                | Nom                | Club            | Date de naissance | J.              | Buts            |                 |                 |                 |
| Gardiens de but    | Gardiens de but    | Gardiens de but | Gardiens de but   | Gardiens de but | Gardiens de but | Gardiens de but | Gardiens de but | Gardiens de but |
| ------------------ | ------------------ | --------------- | ----------------- | --------------- | --------------- | --------------- | --------------- | --------------- |
|                    | Anders Rydberg     | IFK Göteborg    | 3 mars 1903       |                 |                 | -               | -               | -               |
|                    | Eivar Widlund      | AIK Solna       | 15 juin 1905      |                 |                 | -               | -               | -               |
| Défenseurs         |                    |                 |                   |                 |                 |                 |                 |                 |
|                    | Otto Andersson     | Örgryte IS      | 7 mai 1910        |                 |                 | -               | -               | -               |
|                    | Sven Andersson     | AIK Solna       | 14 février 1907   |                 |                 | -               | -               | -               |
|                    | Nils Axelsson      | Helsingborgs IF | 18 janvier 1906   |                 |                 | -               | -               | -               |
| Milieux de terrain |                    |                 |                   |                 |                 |                 |                 |                 |
|                    | Ernst Andersson    | IFK Göteborg    | 26 mars 1909      |                 |                 | -               | -               | -               |
|                    | Rune Carlsson      | IFK Eskilstuna  | 1er octobre 1909  |                 |                 | -               | -               | -               |
|                    | Victor Carlund     | Örgryte IS      | 5 février 1906    |                 |                 | -               | -               | -               |
|                    | Helge Liljebjörn   | GAIS            | 1904              |                 |                 | -               | -               | -               |
|                    | Nils Rosén         | Helsingborgs IF | 22 mai 1902       |                 |                 | -               | -               | -               |
|                    | Einar Snitt        | Sandvikens IF   | 5 mars 1908       |                 |                 | -               | -               | -               |
| Attaquants         |                    |                 |                   |                 |                 |                 |                 |                 |
|                    | Gösta Dunker       | Sandvikens IF   | 16 septembre 1905 |                 |                 | -               | -               | -               |
|                    | Ragnar Gustavsson  | GAIS            | 28 septembre 1907 |                 |                 | -               | -               | -               |
|                    | Carl-Erik Holmberg | Örgryte IS      |                   |                 |                 | -               | -               | -               |
|                    | Gunnar Jansson     | Gefle IF        |                   |                 |                 | -               | -               | -               |
|                    | Georg Johansson    | IK Brage        |                   |                 |                 | -               | -               | -               |
|                    | Sven Jonasson      | IF Elfsborg     | 9 juillet 1909    |                 |                 | -               | -               | -               |
|                    | Tore Keller        | IK Sleipner     | 4 janvier 1905    |                 |                 | -               | -               | -               |
|                    | Knut Kroon         | Helsingborgs IF | 19 juin 1906      |                 |                 | -               | -               | -               |
|                    | Harry Lundahl      | IFK Eskilstuna  | 16 octobre 1905   |                 |                 | -               | -               | -               |
|                    | Gunnar Olsson      | GAIS            |                   |                 |                 | -               | -               | -               |
|                    | Arvid Thörn        | IFK Grängesberg |                   |                 |                 | -               | -               | -               |
| Sélectionneur      |                    |                 |                   |                 |                 |                 |                 |                 |
|                    | József Nagy        |                 |                   |                 |                 |                 |                 |                 |

## Navigation